# Schizotetranychus lechrius
Schizotetranychus lechrius är en spindeldjursart som beskrevs av Rimando 1962. Schizotetranychus lechrius ingår i släktet Schizotetranychus och familjen Tetranychidae. Inga underarter finns listade i Catalogue of Life.